# Freddy Cadena
Freddy Cadena (* 1963) es un director de orquesta ecuatoriano residente en Rusia. En los años 2000-2006 trabaja como catedrático en el Conservatorio Chaikovski de Moscú. Creador y titular desde 1995 de la Orquesta de Cámara Amadeus de la Unión de Compositores de Moscú. 

## Biografía
Comenzó sus estudios musicales en el Conservatorio Nacional de Quito.
En 1988, tras sus primeras actuaciones como director, ingresa en el Conservatorio Chaikovski de Moscú en donde estudia en la Facultad de dirección operístico-sinfónica. También participa en las clases maestras del director alemán Helmuth Rilling y a consecuencia de ello es invitado por la Internationale Bachakademie de Stuttgart para dirigir, la orquesta del Bach-Collegium Stuttgart y el coro Gächinger Kantorei, en sus festivales en España y Alemania. En 1994 culmina sus estudios en el Conservatorio Chaikovski, obteniendo su diploma de graduación Summa cum laude. "...Tanto en sus intervenciones estudiantiles como después de su reciente graduación, ha destacado brillantemente sus maravilosas cualidades innatas: auténtica musicalidad y contacto respetuoso, pero a la vez exigente, con los músicos en el proceso de trabajo..."

### Director de orquesta
Freddy Cadena ha trabajado con la Orquesta del Estudio de Ópera del Conservatorio de Moscú (óperas Don Juan de Mozart, La Traviata de G. Verdi, etc); la Orquesta del Ministerio de Defensa y la Capella Académica “Yurlov” (Réquiem Alemán de J. Brahms y Misa de Gloria de G. Puccini), el coro del Instituto Schnittke, etc; "...Freddy Cadena nos ha dejado una impresión inolvidable..." ha colaborado además con la Banda Sinfónica de Aragón y otras. 
Sus actuaciones se han realizado en importantes salas de conciertos de Moscú y del extranjero. Ha acompañado a reconocidos artistas rusos como Irina Arkhipova, Vladimir Krainev, Marina Yashbili, Zoria Shihmurzaeva, Alexander Bachchiev, María Tchaikovskaya, Anastasia Chevotariova (laureada del Concurso Chaikovski), Graf Murzha, Dmitri Razer, Marina Tarasova, Roman Mints, Dmitry Bulgakov, Yana Ivanilova, Yulia Korpachova, Valery Popov, etc.

### Trayectoria en algunos puntos
- Desde 1994, participa en el Festival Internacional de Música Contemporánea Otoño de Moscú, en donde se estrenan muchas obras.

- Ha participado además en los Festivales Panorama de la Música Rusa, Festival Internacional Glinka en Smolensk, Festival El alma de Japón, Festival de la Cultura Iberoamericana (concierto por centenario del compositor ecuatoriano Luis Humberto Salgado).

- Desde 1995 fundador y director de la Orquesta de Cámara Amadeus, de la Unión de Compositores de Moscú, agrupación con la cual ha efectuado grabaciones, giras y conciertos en Rusia, España, Bélgica, Francia, etc. Con esta orquesta ha realizado más de 150 estrenos mundiales de obras de compositores rusos, europeos, japoneses, norteamericanos y latinoamericanos.

- En 1998 participó al frente de su orquesta, en el Primer festival internacional de cuerda pulsada en Asturias.

- De 1992 al 2000 es invitado a impartir clases de dirección, en cursos de verano de diversas regiones de Aragón - España.

- En los años 2000-2006 trabaja en el Conservatorio Chaikovski de Moscú como director y maestro, en la cátedra de preparación operística de la institución, convirtiéndose en el primer maestro extranjero que dicta clases allí.

- Desde el año 2005 es invitado a dirigir la orquesta del “Teatro Sátira” de Moscú: Andriusha, Aún reímos (Нам все еще смешно), Las Bodas de Krechinsky, Levsha, Libertad por amor (Свободу за любовь)[3]

- Ha participado como director invitado de las tres orquestas más importantes del Ecuador: Orquesta Sinfónica Nacional, Orquesta Sinfónica de Guayaquil y Orquesta Sinfónica de Cuenca. "...Un profesional de gran fuerza…”[4]

- Actualmente colabora con la Editorial española Periferia Sheet Music, siendo su representante en la Federación Rusa.

## Crítica y comentarios
"...Su ardiente temperamento, delicado gusto, admirable encanto escénico, y magia del gesto proporcionaron el éxito de esta noche al joven director Freddy Cadena" -
"Mozart es la mejor prueba para la calidad de un músico, y el conjunto de solistas de la Orquesta del Ministerio de Defensa, bajo la batuta de Freddy Cadena, demostró esta cualidad a carta cabal."

## Premios y reconocimientos
- Por su activa participación y aporte en el prestigioso Festival Internacional de Música contemporánea Otoño de Moscú, el Maestro Freddy Cadena fue condecorado con Medalla de Oro junto con célebres artistas rusos como Genady Rozhdestvensky, Valery Poliansky, Vladimir Ponkink, Vladimir Fedoseev. Moscú, 2008.

### en español
- Directores de orquesta
- Embajada del Ecuador en Rusia (enlace roto disponible en Internet Archive; véase el historial, la primera versión y la última).
- Boletín cultural
- Diario El Comercio de Quito (enlace roto disponible en Internet Archive; véase el historial, la primera versión y la última).
- El Tiempo de Cuenca- Ecuador
- PERIFERIA Sheet Music Editorial de música contemporánea.
- Entrevista, programación internacional, televisión de Moscú

### en inglés
- Classical Archives: grabaciones de Freddy Cadena
- Freddy Cadena at Amadeus Chamber Orchestra Archivado el 15 de octubre de 2010 en Wayback Machine.

### en ruso
- Periódico MN, 15 de abril de 2003 n.º 1142 (archivos de Amadeus) Archivado el 3 de septiembre de 2011 en Wayback Machine.
- Periódico Independiente, # 216 (2032), 18 de noviembre (archivos de Amadeus) Archivado el 3 de septiembre de 2011 en Wayback Machine.
- Revista Litsa, mayo de 2003 (archivos de Amadeus) Archivado el 3 de septiembre de 2011 en Wayback Machine.
- Periódico Moscovita
- Periódico Ruso

- Datos: Q2070719